# TVS Motors Company

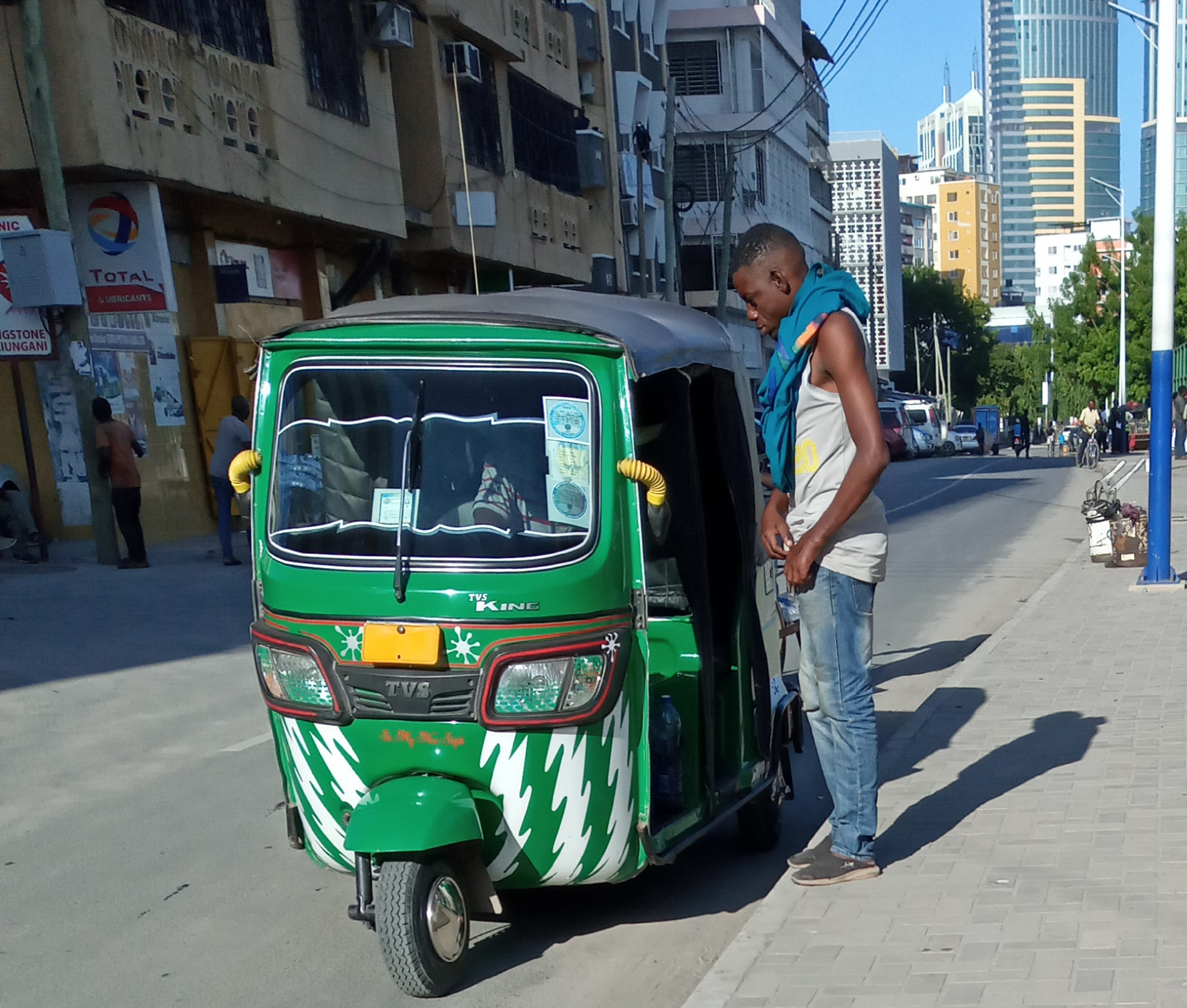
TVS King em Tanzania

A TVS Motor Company é uma fabricante multinacional indiana de motocicletas com sede em Chennai, Tamil Nadu, Índia. É a terceira maior empresa de motocicletas da Índia com uma receita de mais de ₹20,000 crore (US$2.6 bilhões) em 2018-19. A empresa tem vendas anuais de três milhões de unidades e uma capacidade anual de mais de quatro milhões de veículos. A TVS Motor Company também é a segunda maior exportadora de veículos de duas rodas da Índia, com exportações para mais de 60 países.
A TVS Motor Company Ltd (TVS Motor), membro do Grupo TVS, é a maior empresa do grupo em termos de dimensão e volume de negócios.

## História
A TV Sundaram Iyengar começou com o primeiro serviço de ônibus de Madurai em 1911 e fundou a TVS, empresa do ramo de transporte com uma grande frota de caminhões e ônibus sob o nome de Southern Roadways.

### História antiga
Sundaram Clayton foi fundada em 1962 em colaboração com Clayton Dewandre Holdings, Reino Unido. Fabricava freios, escapamentos, compressores e diversas outras peças automotivas. A empresa montou uma fábrica em Hosur em 1976, para fabricar ciclomotores como parte de sua nova divisão. Em 1980, o TVS 50, o primeiro ciclomotor de dois lugares da Índia, saiu da fábrica em Hosur em Tamil Nadu, na Índia. Uma colaboração técnica com a gigante automobilística japonesa Suzuki Ltd. resultou na joint venture entre Sundaram Clayton Ltd e Suzuki Motor Corporation, em 1987. A produção comercial de motocicletas começou em 1989.

### Suzuki
A TVS e a Suzuki compartilharam um relacionamento de um ano que visava a transferência de tecnologia para projeto e fabricação de veículos de duas rodas especificamente para o mercado indiano. Rebatizada de TVS-Suzuki, a empresa lançou vários modelos como o Suzuki Supra, Suzuki Samurai, Suzuki Shogun e Suzuki Shaolin. Em 2001, após se separar da Suzuki, a empresa foi renomeada para TVS Motor, renunciando aos seus direitos de usar o nome Suzuki. Houve também um período de moratória de 30 meses durante o qual a Suzuki prometeu não entrar no mercado indiano com veículos de duas rodas concorrentes.

### Recentemente

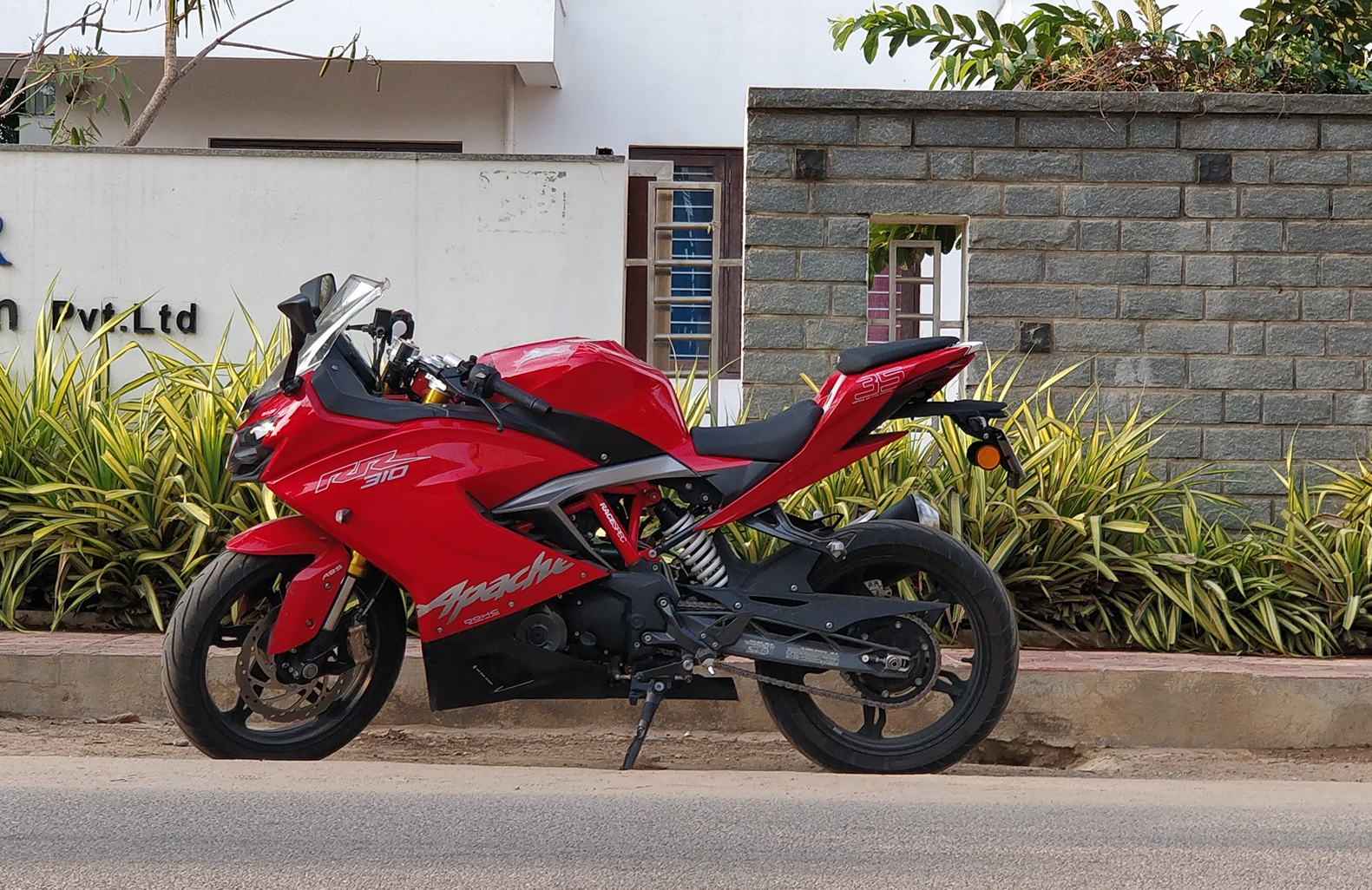
TVS Apache RR 310 é a sua mais recente moto de 310 cc

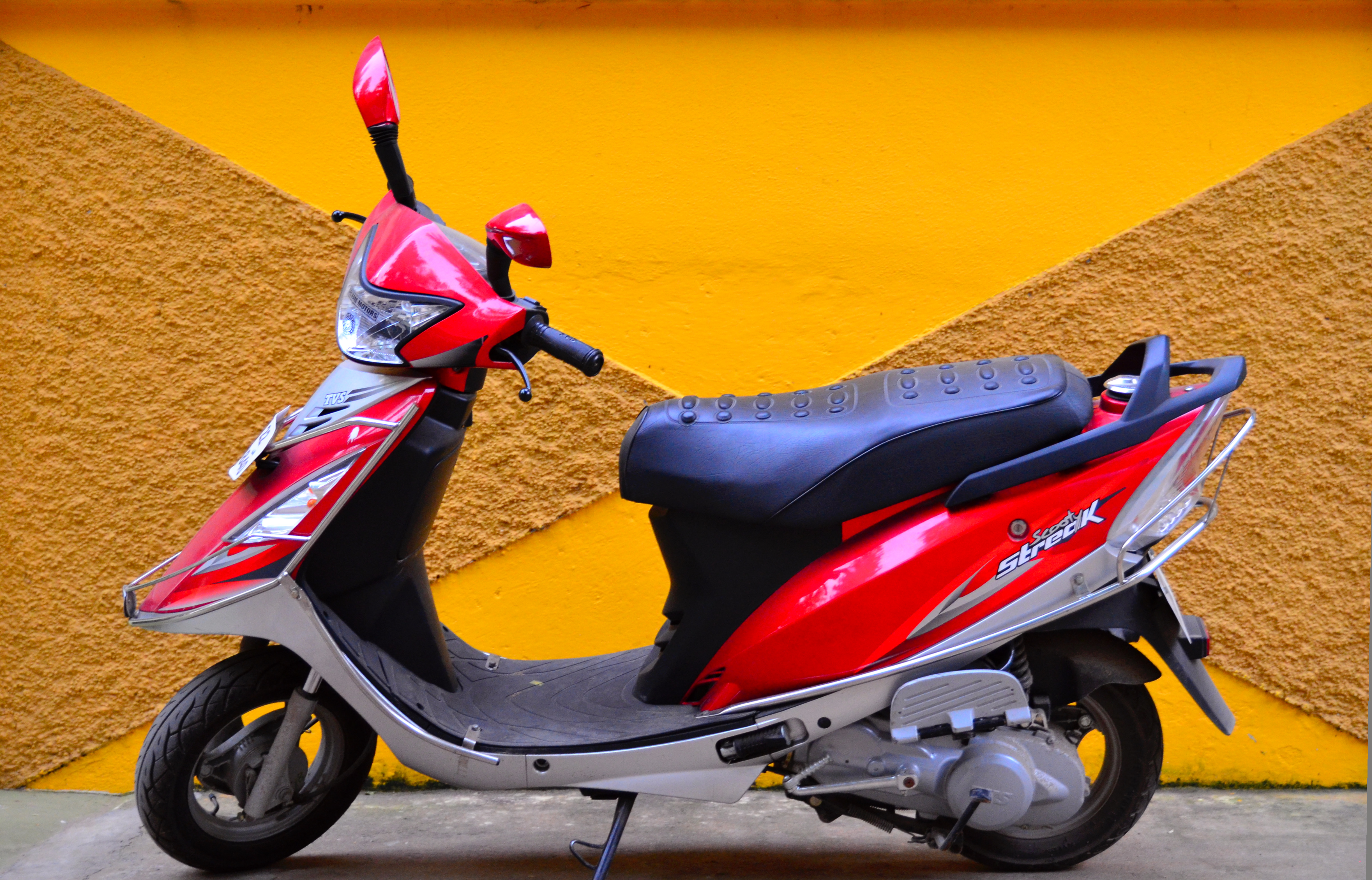
TVS Scooty Streak - uma das scooters descontinuadas da série Scooty

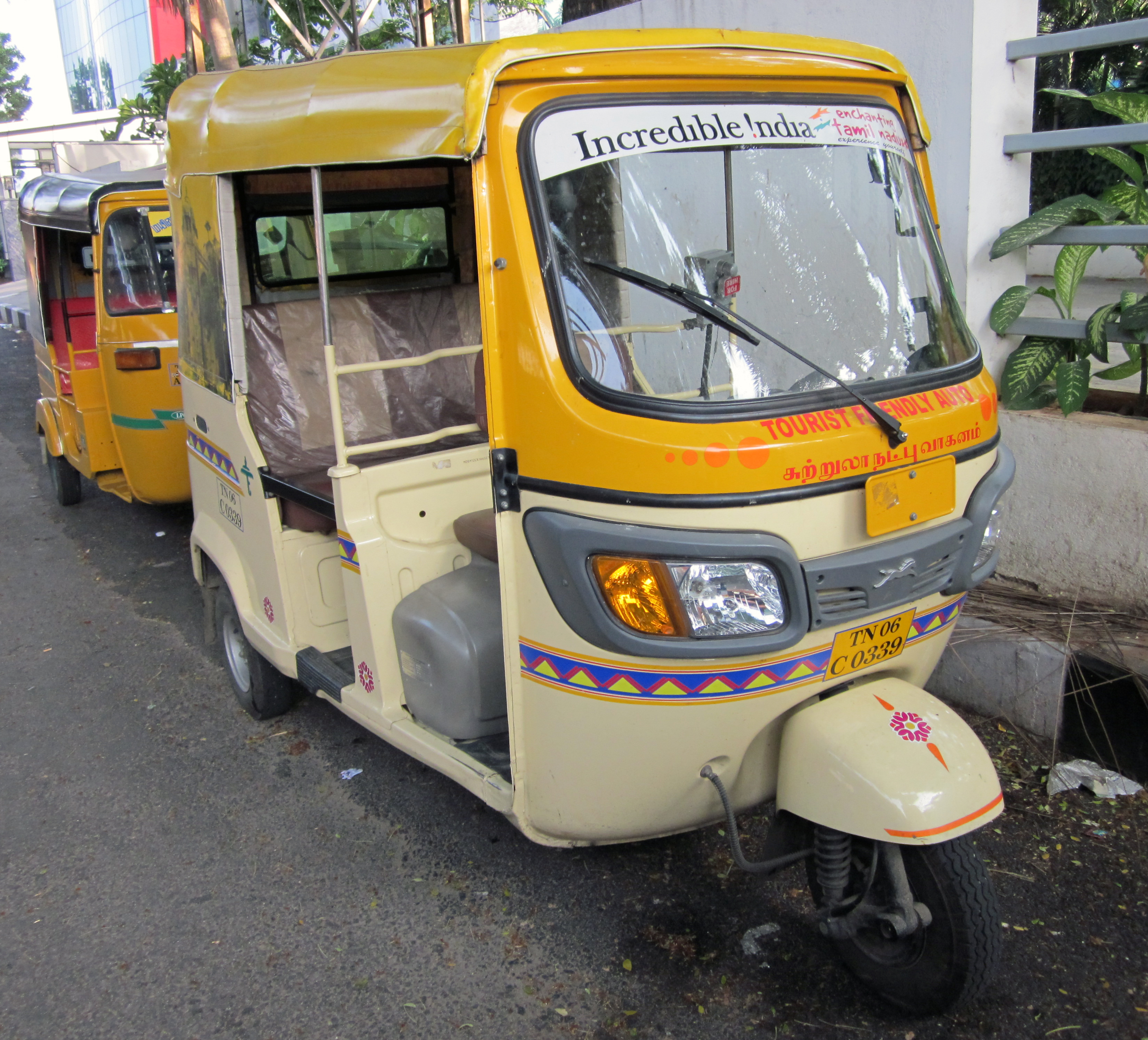
TVS também compete no segmento 3 Wheeler

Lançamentos recentes incluem o modelo principal TVS Apache RR 310, o TVS Apache RTR 200, TVS Victor e TVS XL 100. A TVS ganhou recentemente 4 prêmios principais no JD Power Asia Pacific Awards 2016, 3 prêmios principais no JD Power Asia Pacific Awards 2015 e Fabricante de duas rodas do ano no NDTV Car & Bike Awards (2014–15).
No início de 2015, a TVS Racing tornou-se a primeira equipe de fábrica indiana a participar do Rally Dakar, o rally mais longo e perigoso do mundo. A TVS Racing fez parceria com a fabricante francesa de motocicletas Sherco e nomeou a equipe Sherco TVS Rally Factory Team. A TVS Racing também venceu o Raid de Himalaya e o FOX Hill Super Cross realizado no Sri Lanka. Em três décadas de sua história de corrida, a TVS Racing venceu mais de 90% das corridas em que participa.
Em 2016, a TVS começou a fabricar o BMW G310R, um modelo co-desenvolvido com a BMW Motorrad após sua parceria estratégica em abril de 2013. Em dezembro de 2018, a fábrica de Hosur, onde a motocicleta é fabricada, lançou sua 50.000ª unidade da série G310R.
Em 6 de dezembro de 2017, a TVS lançou sua motocicleta mais esperada, a Apache RR 310, em um evento em Chennai. A motocicleta de 310 cc com motor co-desenvolvido com a BMW apresenta a primeira carenagem completa em uma moto TVS, ABS de dois canais, EFI, kits de suspensão KYB, etc. Espera-se que rivalize com motos como KTM RC 390, Kawasaki Ninja 250SL, Bajaj Pulsar e Dominar e Honda CBR 250R depois de chegar ao mercado. O Apache RR 310 foi projetado e realizado inteiramente na Índia.
Em 17 de abril de 2020, foi relatado que a TVS Motor Company adquiriu a Norton Motorcycle Company em um acordo em dinheiro. No curto prazo, eles continuarão a produção de motocicletas em Donington Park usando a mesma equipe.

## Características da TVS Motor Company
Foi a primeira empresa indiana a implantar um conversor catalítico em uma motocicleta de 100 cc e a primeira a produzir uma motocicleta de quatro tempos. A lista de estreias da empresa inclui:
- O primeiro ciclomotor de 2 lugares da Índia – TVS 50
- Primeira ignição digital da Índia – TVS Champ
- A primeira motocicleta totalmente indígena da Índia – TVS Victor
- Primeira empresa indiana da Índia a lançar ABS em uma motocicleta - Apache RTR Series
- A primeira tecnologia de ruído de escape de dois tons da Indonésia – TVS Tormax
- A primeira scooter conectada da Índia, que afirma ser a primeira scooter conectada por Bluetooth da Índia com recursos como Assistência de Chamada, Navegação e Interruptor de Motor - TVS NTORQ
- A primeira moto de 125cc da Índia com motor de 3 válvulas, display TFT invertido com indicador de mudança de marcha, armazenamento embaixo - TVS Raider 125.

## Modelos atuais
- TVS NTORQ
- TVS Scooty
- TVS Júpiter
- TVS Wego
- Série Apache RTR
- TV RR 310
- TVS Radeon
- TVS Star City Plus
- TVS XL100
- TVS iQube
- TVS Raider 125
- TVS Ronin 225

## Prêmios e reconhecimentos
TVS Motor ganhou o Prêmio de Aplicação Deming em 2002.
No mesmo ano, o trabalho realizado para a motocicleta TVS Victor fez com que a TVS Motor ganhasse o Prêmio Nacional pela comercialização bem-sucedida de tecnologia nativa do Conselho de Desenvolvimento Tecnológico, Ministério da Ciência e Tecnologia, Governo da Índia. Em 2004, o TVS Scooty Pep ganhou o 'Outstanding Design Excellence Award' da revista BusinessWorld e do National Institute of Design, Ahmedabad.
A implementação efetiva das práticas de Manutenção de Produtividade Total rendeu à TVS Motor o Prêmio de Excelência TPM, concedido pelo Japan Institute of Plant Maintenance em 2008.
O presidente emérito da empresa, Venu Srinivasan, foi conferido com um título honorário de Doutor em Ciências pela Universidade de Warwick, Reino Unido, em 2004, enquanto o governo da Índia o homenageou com Padma Shri, um dos maiores nomes civis da Índia. distinções em 2010.
A implementação inovadora de Tecnologia da Informação rendeu à TVS Motor o Ace Award para Implementação NetWeaver Mais Inovadora em 2007, concedido pela SAP AG, e o Prêmio Team Tech 2007 de Excelência pelo uso Integrado de Tecnologias de Engenharia Assistida por Computador.
Himalayan Highs, uma iniciativa lançada pela TVS Motor Company foi incluída no Livro dos Recordes da Índia quando Anam Hashim se tornou a primeira mulher em uma scooter de 110 cc a completar a viagem para Khardung La, o trecho motorizado mais alto do mundo.
Durante um desafio do Grand Tour, Richard Hammond comprou uma nova TVS Star HLS 100 cc "por £800" e usou-a para completar o desafio "Alimente o mundo", transportando peixes de Maputo para o Bingo. Durante o desafio, a moto teve um desempenho além das expectativas do apresentador, levando Clarkson, normalmente crítico de motos, a comentar: "Que Ewan McGregor viajou o mundo em uma BMW GS - por que ele não comprou uma dessas?".